# DAG Fabrik Bromberg

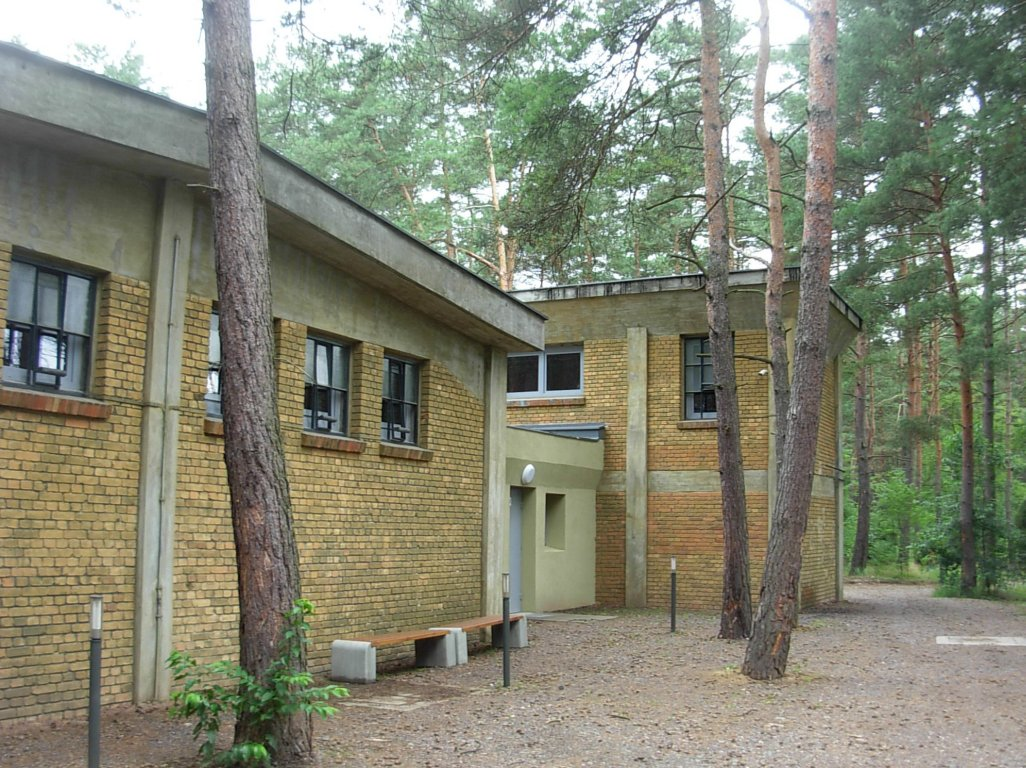
Gebouw nr. 1157 in de NGL-zone

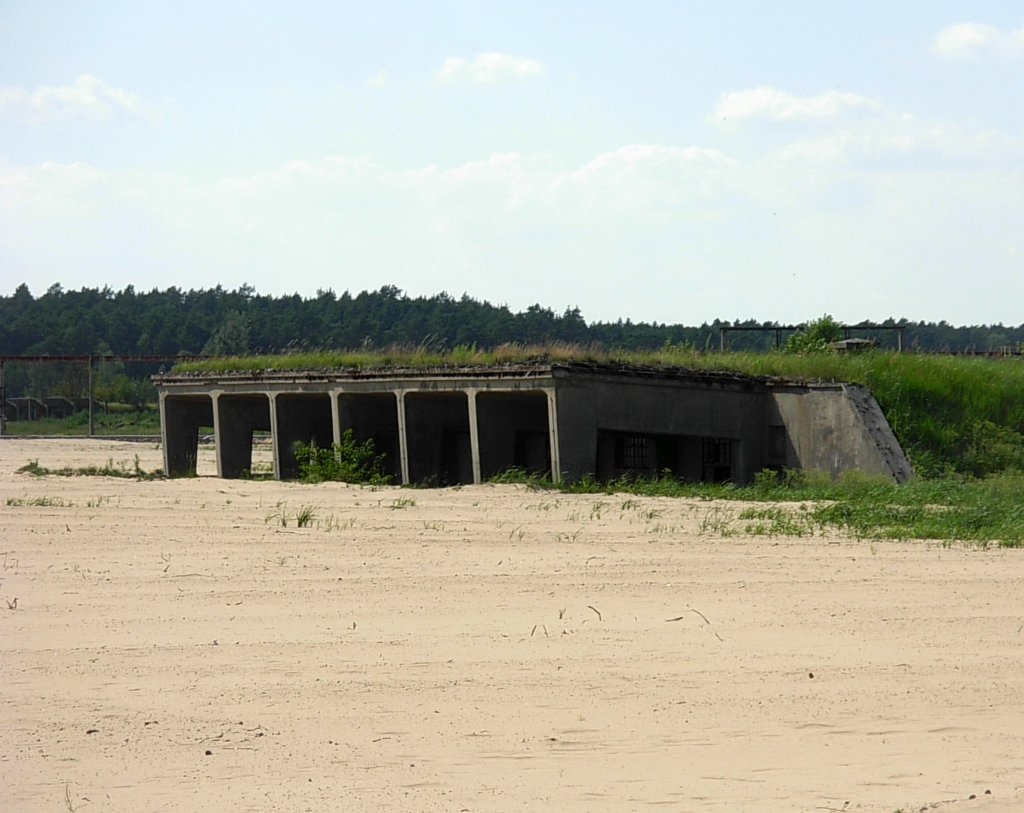
Een van de opslagfaciliteiten

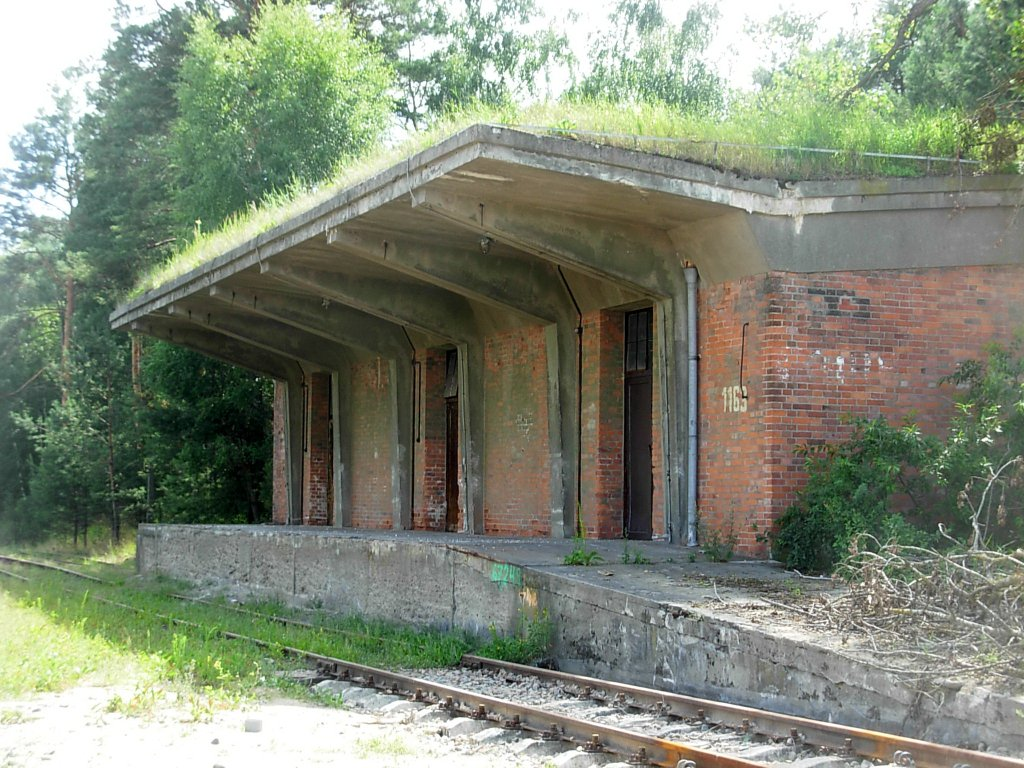
Spoorweg helling

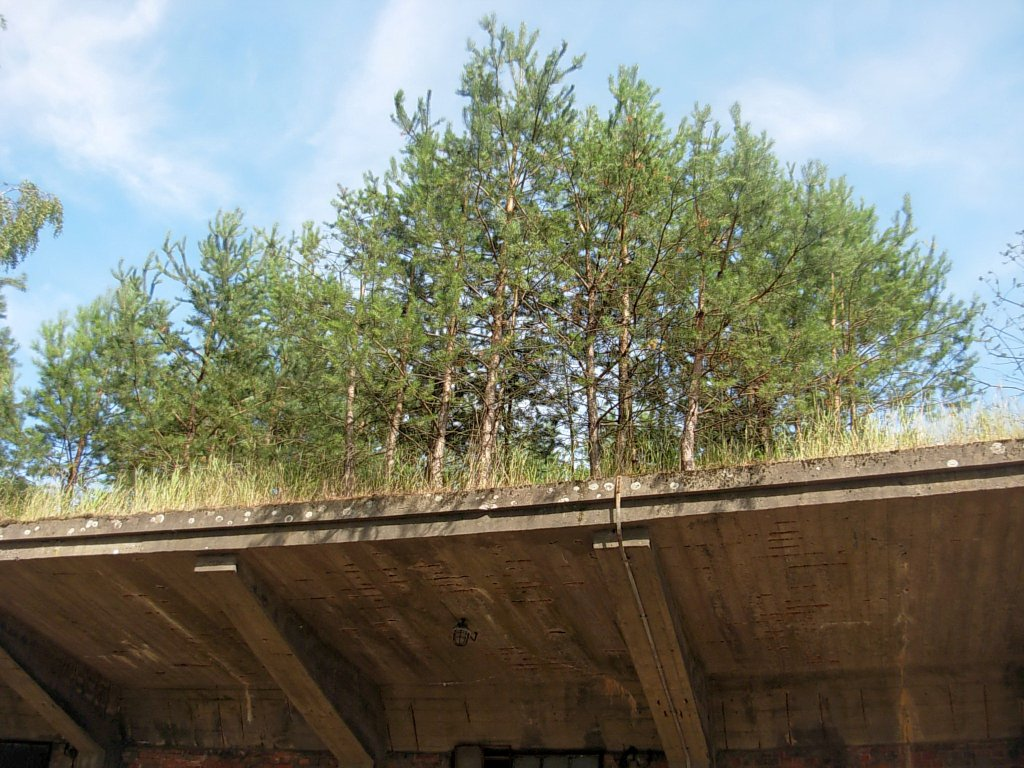
De daken van gebouwen hebben de vorm van troggen; ze waren bedekt met een dikke laag grond en een bos met lage bomen werd aangeplant

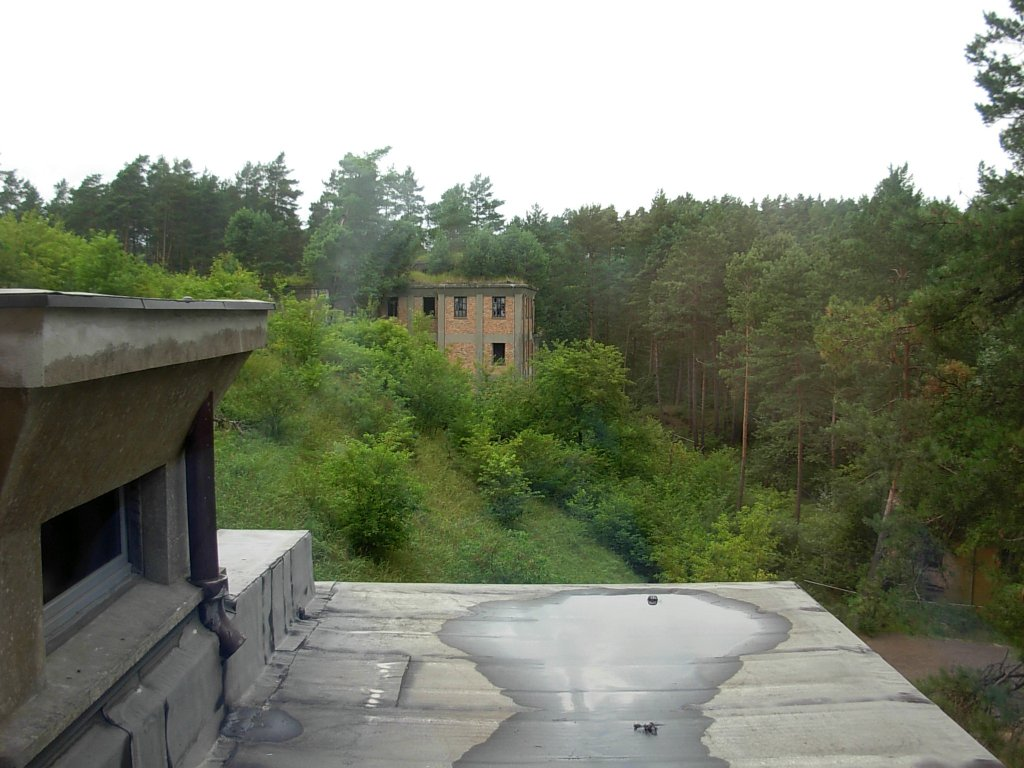
Uitzicht vanuit het raam van het fabrieksgebouw

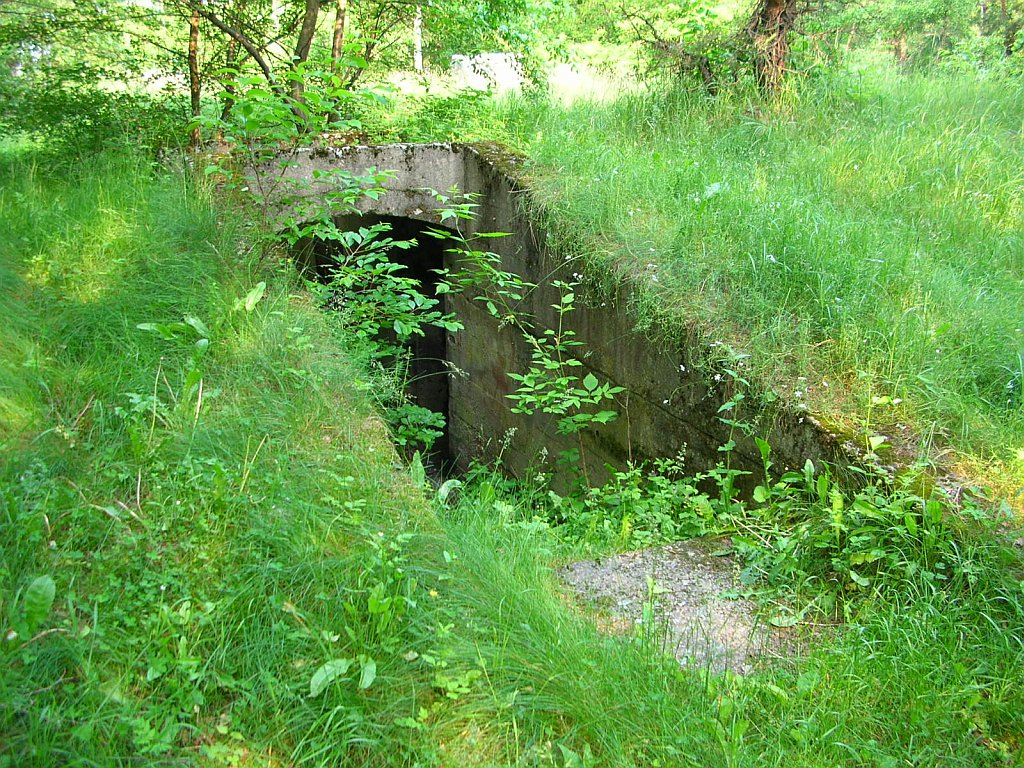
Luchtafweergeschut nabij het voormalige dwangarbeidskamp

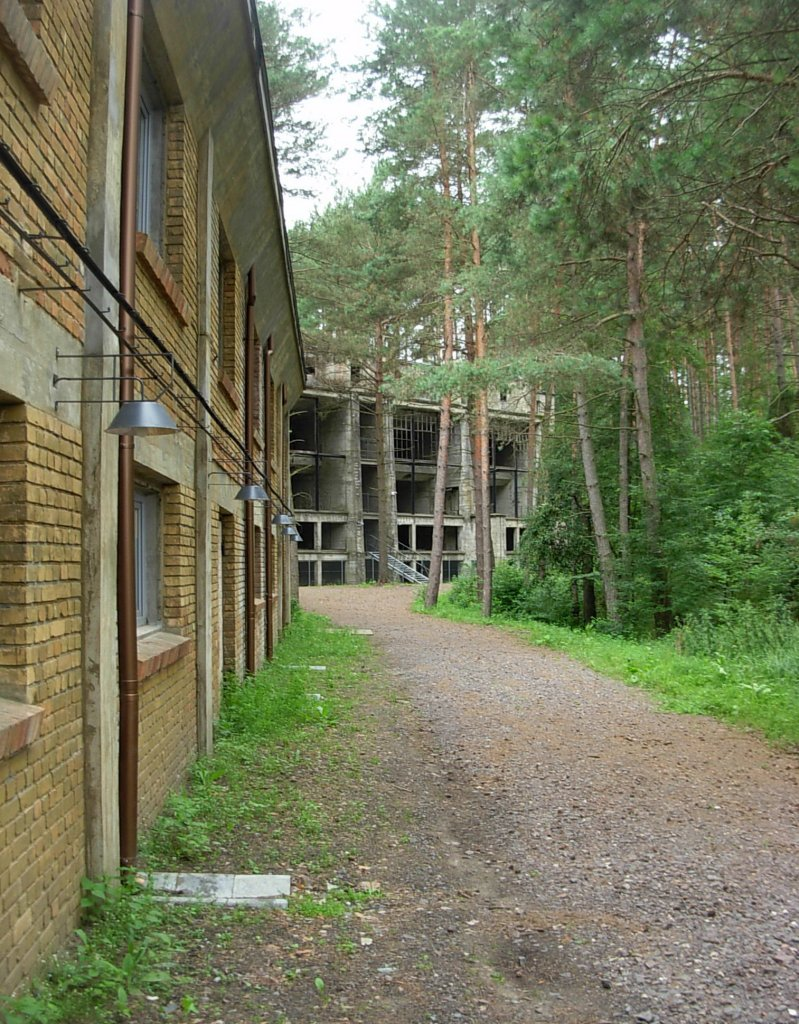
Een fragment van de Exploseum- sightseeingroute

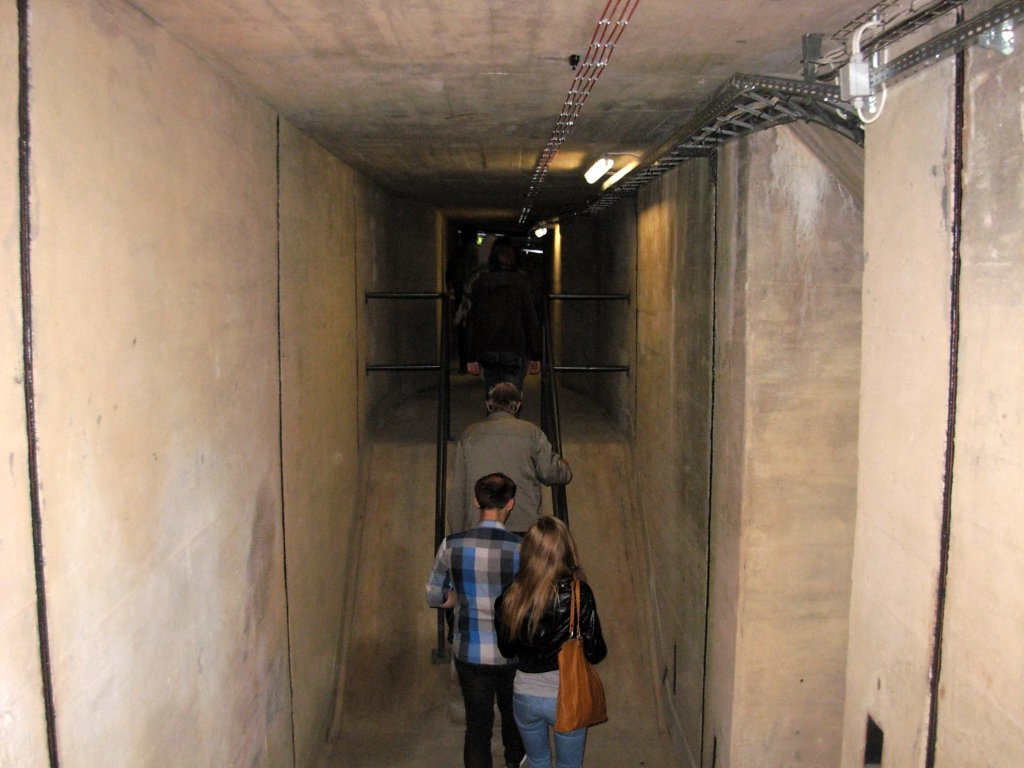
Exploseum - tunnel die de gebouwen verbindt

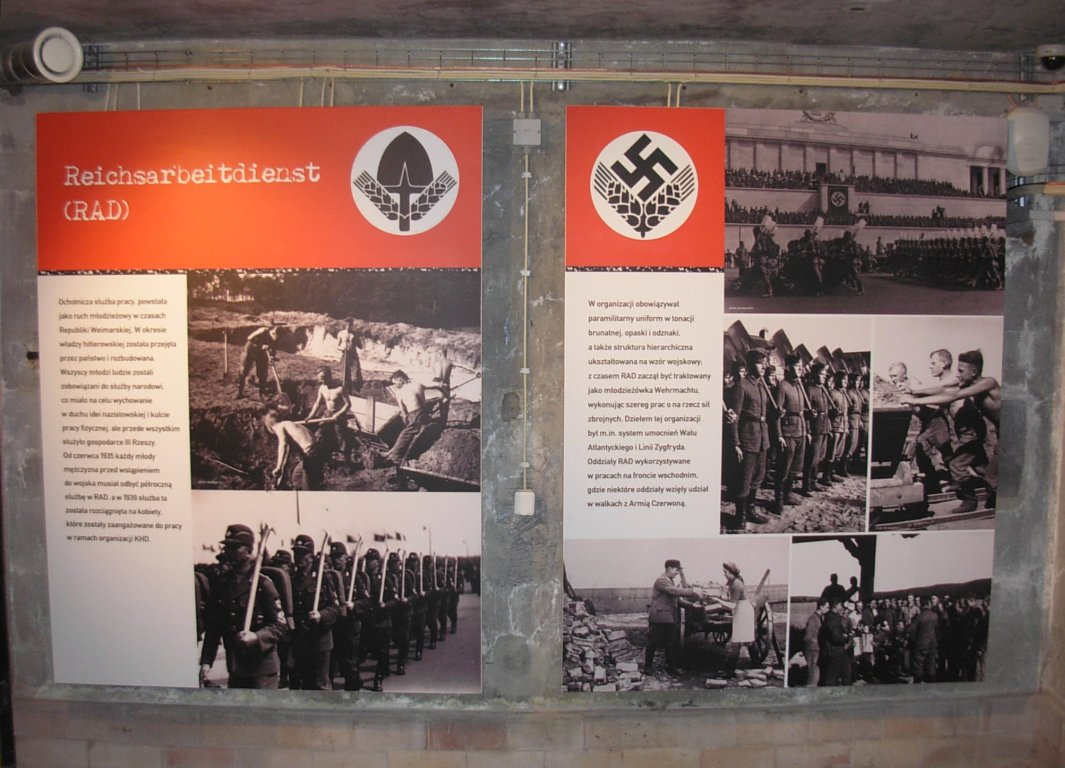
Exploseum - tentoonstelling over Reichsarbeitsdienst

DAG Fabrik Bromberg - qua oppervlakte de tweede grootste wapenfabriek van het Dynamit Nobel AG-concern in nazi-Duitsland (na DAG Krzystkowice - 35 km²), was actief van 1939 tot 1945 en gelegen in het Bydgoszcz-bos. De taak van de fabriek was explosieven produceren voor granaten, kogels en andere militaire munitie. De bouw van de fabriek veranderde het zuidoostelijke deel van Bydgoszcz volledig. Het werd uitgerust met honderden kilometers wegen, sporen en duizenden gebouwen voor verschillende doeleinden. Tegelijkertijd werden bebossing van dit gebied behouden, dat tijdens de oorlog diende om te camoufleren.

## Geschiedenis
De DAG Bromberg-fabriek werd in 1942 opgericht als gevolg van de uitbreiding van de oorlogsmachine van het Derde Rijk.Het behoorde tot Dynamit-Aktien Gesellschaft (DAG) met het hoofdkantoor in Troisdorf bij Bonn. Bouwwerken startten in 1939. De geheime productie van buskruit en munitie werd uitgevoerd door dwangarbeiders.

### Dynamit-Aktien Gesellschaft (DAG)

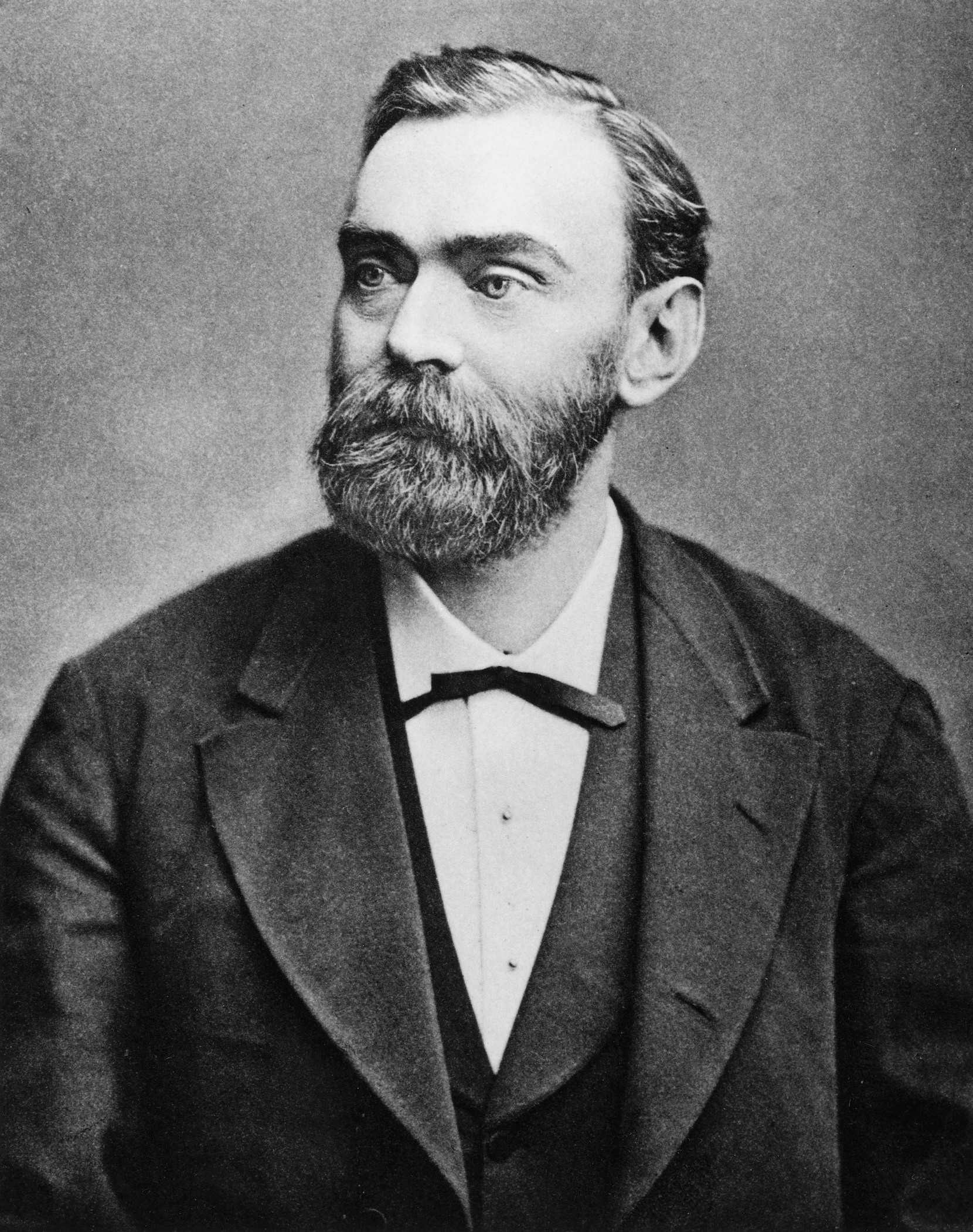
Alfred Nobel

De geschiedenis van het bedrijf DAG begon in 1863, toen Alfred Nobel een methode ontwikkelde voor het produceren van nitroglycerine op industriële schaal. In 1864 bouwde Nobel de eerste fabriek in Vinterviken in de buurt van Stockholm, en begon in 1865 uit te breiden naar de Europese markt. Dat jaar werd de eerste dynamietfabriek in Duitsland gebouwd in de Krümmel-vallei in Geesthacht, 30 km van Hamburg. Tegen 1875 werden 14 fabrieken opgericht in twaalf landen. In 1876 werd het bedrijf omgevormd tot een naamloze vennootschap, wiens naam uiteindelijk werd gevormd als: Dynamit-Actien Gesellschaft vormals Alfred Nobel & Co. Hamburg (kortweg DAG). Ten tijde van de dood van Alfred Nobel in 1896 waren 93 fabrieken in de wereld actief en produceerden 67,5 duizend ton explosieven per jaar. Als gevolg van de fusie van zes grote bedrijven in de chemische industrie werd IG Farben in 1925 opgericht - het grootste chemische bedrijf ter wereld gevestigd in Frankfurt am Main. Het nam de meeste aandelen van DAG over.
In de jaren 1939-1945 waren er in het Derde Rijk in totaal 80 explosievenfabrieken (waaronder 32 van DAG-Verwertchemie), 27 oorlogsfabrieken en 241 munitiefabrieken. Tot 1939 lag de fabriek alleen ten westen van de Oder, en na het uitbreken van de oorlog werd het oostelijke gebied ook opgenomen in het uitbreidingsplan. In 1944 produceerde DAG een kwart van de totale productie van de oorlogsmiddelen van het Derde Rijk. Wat de productie betreft, omvatten de grootste fabrieken van Dynamit AG fabrieken Allendorf bij Marburg, Hessisch Lichtenau bij Kassel, Krümmel en Clausthal-Zellerfeld en areaal - fabrieken in Bydgoszcz en Krzystkowice bij Nowogród Bobrzański.
De investeringen werden uitgevoerd met de hoogste veiligheidsclassificatie, vandaar dat de fabrieken door de lokale bevolking vaak werden aangeduid als chocolade-, praline-, fruit- of textielfabrieken.

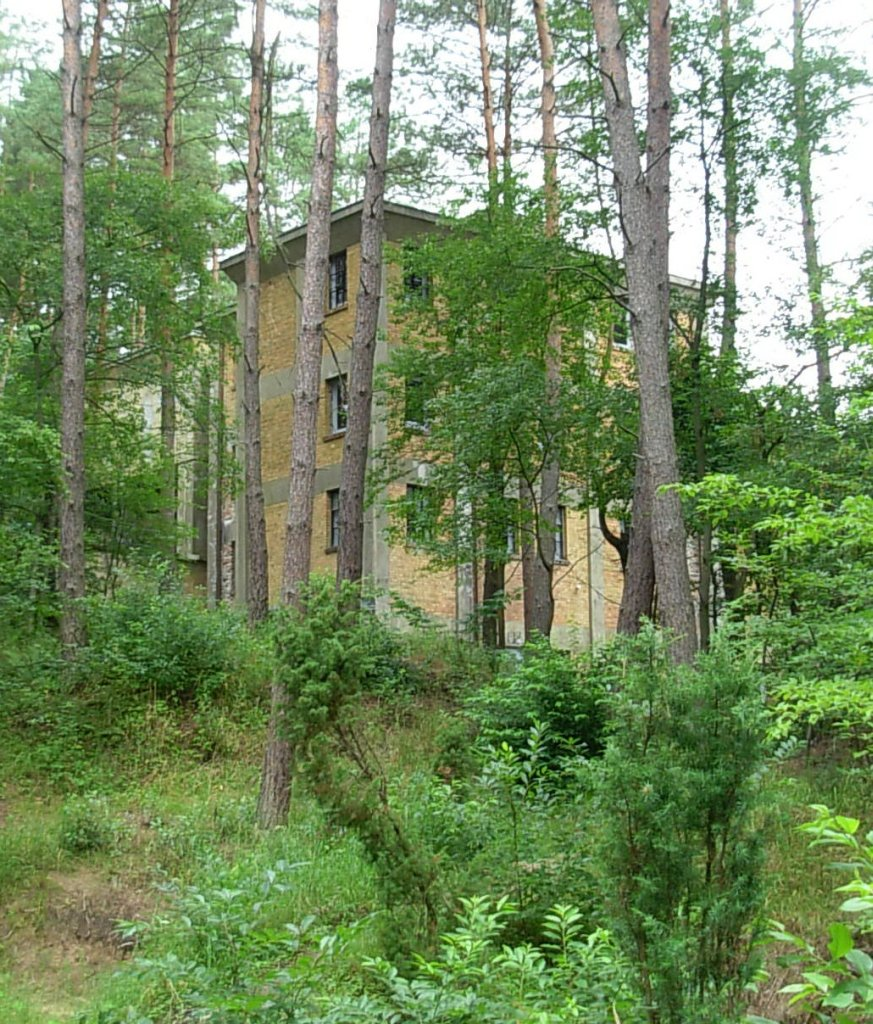
Gebouw in de NGL-Betrieb-zone - vanaf 2011

## Bouw
De bedoeling om een fabriek voor buskruit en explosieven te bouwen volgens de richtlijnen van het wapeningsplan werden al in september 1939 in Oberkommando der Wehrmacht (OKW) opgenomen. Van de drie geanalyseerde locaties - rond Gorzów, Poznań en Bydgoszcz - werd de laatste gekozen, voornamelijk vanwege de perfecte camouflage gecreëerd door het Bydgoszcz-bos, de nabijheid van de Vistula en de aanwezigheid van spoorlijnen (kolen hoofdlijn Silezië - Gdynia, Berlijn-Królewiec lijn). Een interessant feit is dat de Poolse economische administratie in de jaren 1937-1939 de eerste geheime projecten van de wapenfabriek in dit gebied heeft voorbereid. De hypothese is dat DAG Bromberg is opgericht op basis van het Poolse plan dat door de Duitsers was veroverd.
Kort na de bezetting van Bydgoszcz door Duitse troepen in september 1939 begonnen de Duitsers met meten en voorbereidend werk, en in november 1939 begon de bouw van een 35 kilometer lange omheining, die een bosgebied omsloot in een vierkant van ongeveer 5 x 5 km. Vanwege de grootte van de ontworpen fabriek werden twee DAG-bouwkantoren opgericht - Bauleitung I (westelijk deel) en Bauleitung II (oostelijk deel). De bouw- en montagewerkzaamheden begonnen in 1940. Twee jaar later werden de eerste explosieven en munitie voor artilleriegranaten geproduceerd. Tegen het einde van 1944 werden 1500 gebouwen gebouwd, 360 km wegen en 40 km spoorwegen. Het nieuw opgerichte treinstation Bydgoszcz Emilianowo speelde een hoofdrol in de overslag van de productie. Volgens de veronderstellingen was de fabriek nabij Bydgoszcz de grootste DAG-Verwertchemie-fabriek.
Het uitgebreide bouwprogramma omvatte productie-, magazijn- en werkplaatsgebouwen, schuilplaatsen, laboratoria, brandweergebouwen, poliklinische voorzieningen, administratieve en sociale voorzieningen, wachthuizen, bewakingsgebouwen, woonwijken voor het management en kazernekampen voor dwangarbeiders. De gehele investering had ondergrondse en bovengrondse nutsbedrijven. Ondergrondse nutsbedrijven omvatten de volgende netwerken: industrieel, drinkwater (25 waterputten), drie soorten rioleringen (zuur, postproductie en neutraal), hoog- en laagspanningskabels, telefoonnetwerken en alarmsignalering. Pijpleidingen voor lucht voor de distributie van stoom, condensaat en water, hete lucht, geconcentreerde minerale zuren en chemisch behandelde koolwaterstoffen.
Het hoofdproduct en de specialiteit van DAG Bromberg was rookloos poeder (POL), een gemodificeerde versie van ballistiet. Nitrocellulose (NC), nitroglycerine (NGL), TNT (TRI) en dinitrobenzeen (DI-B) werden ook geproduceerd. In de uitwerkingsafdeling (Füllstelle) werden kogels en granaten gevuld met explosieven. De eindproducten waren onder andere luchtbommen, artilleriegranaten en kruitladingen.